# Chester Borough
Pour les articles homonymes, voir Chester.
Chester Borough est un borough situé dans le comté de Morris, dans l'État du New Jersey, aux États-Unis.
Il est enclavé dans le township de Chester.